# Hans Funk (Glasmaler)
Hans Funk (* um 1470 in Zürich; † um 1540 ebenda) war ein Schweizer Glasmaler.

## Leben
Funk war Mitglied einer Glasmalerfamilie. In diesem Beruf arbeiteten in Zürich auch sein Onkel Ludwig Funk und seine Brüder Jakob und Ulrich und wahrscheinlich auch sein Vater Hans Funck der Ältere. Funk siedelte um 1500 nach Bern um, wo er ab 1509 in einem Haus an der Kilchgasse, heute umbenannt in Münstergasse, ansässig war. Seit 1519 gehörte er dem Grossen Rat der Stadt Bern an. Nachdem er 1539 am Totschlag des Glasmalers Simprecht Baumeister beteiligt war, war er gezwungen, aus Bern zu fliehen und kehrte nach Zürich zurück, wo er 1540 starb.
Funk war zweimal verheiratet:
- mit seiner ersten Frau Madlen (geborene Gasser) hatte er eine Tochter und mindestens zwei Söhne[1]
  - Junghans (Hans) Funk
  - Jakob Funk
  - Dorothea Funk ⚭ mit dem Zofinger Glasmaler Moritz Lüscher
- Anna Lustorf († 1545)

## Werk
Funk galt im 1. Viertel des 16. Jahrhunderts als einer der am besten ausgelasteten und renommiertesten Schweizer Glasmaler nach Lukas Zeiner. Zahlreiche seiner Scheiben sind mit seinem Monogramm oder seiner Signatur versehen. Trotz Verlusten ist noch eine größere Zahl seiner Werke erhalten, beispielsweise im Kloster Wettingen und in der Stadtkirche Zofingen. Funk erhielt ab 1504 und 1505 von den Räten in Bern und Freiburg oft Anfragen nach bemalten Glasscheiben, die zu größeren Aufträgen führten. 1504 erstellte er für das Rathaus von Freiburg im Üechtland einen Zyklus von zwölf Standesscheiben, deren heutiger Verbleib unbekannt ist.